# Las Arenas
Las Arenas (Areeta in basco) è un quartiere di Getxo (Biscaglia, Paesi Baschi). 

## Descrizione
Si tratta di una zona residenziale benestante, costruita nai pressi di una spiaggia. È collegato a Portugalete sull'altro lato del fiume dal Ponte di Vizcaya (Zubi Esekia) e offre un porto turistico, una piccola spiaggia che può essere purtroppo inquinata, e un monumento a Evaristo Churruca, che ha progettato e diretto la canalizzazione dell'estuario.
Lo Zubi Esekia è ora un'attrazione turistica. I visitatori possono salire con l'ascensore fino alla cima del ponte.

## Territorio
Il quartiere può essere diviso in tre aree:
- Central Areeta, intorno alla strada principale, sede di molti negozi, ristoranti e bar.
- Santa Ana, una tranquilla zona residenziale, dal nome della piccola chiesa situata nella piazza omonima.
- Zugazarte, una zona di case più ricche lungo una strada e un parco, che guarda al mare e al vicino Neguri.

A volte il vicino distretto di Erromo è incluso dentro Areeta, ma questo è sicuramente un uso improprio, poiché Erromo è stato costruito per le classi lavoratrici ed è stato separato dalla ferrovia suburbana fino a quando non è stato riciclato dal Metro Bilbao nel suo sistema di metropolitana e dalla canalizzata Gobela.